# Rastede
Rastede is een gemeente in de Duitse deelstaat Nedersaksen. De gemeente is gelegen in de Landkreis Ammerland, op acht kilometer ten noorden van de stad Oldenburg. De afstand tot de Noordzee is ongeveer 60 kilometer. Rastede telt 22.782 inwoners.
De kern Rastede kent een slot, dat eeuwenlang de zomerresidentie en later residentie was van het Huis Oldenburg. Om deze reden prijst Rastede zich aan als Residenzort Rastede. Sinds 1983 is Rastede van staatswege erkend als luchtkuuroord.

## Geografie

### Bestuurlijke indeling
Rastede bestaat uit 27 buurtschappen:
| Rastede I     | Rastede II   | Leuchtenburg  | Hostemost    |
| Südende I     | Südende II   | Kleibrok      | Delfshausen  |
| Kleinenfelde  | Neusüdende I | Neusüdende II | Hankhausen I |
| Hankhausen II | Loy          | Lehmdermoor   | Barghorn     |
| Wahnbek       | Ipwege       | Ipwegermoor   | Lehmden      |
| Hahn          | Nethen       | Bekhausen     | Wapeldorf    |
| Heubült       | Rastederberg | Liethe        |              |

### Buurgemeenten
De buurgemeenten van Rastede zijn Wiefelstede (Ammerland) in het westen, Varel (Landkreis Friesland) in het noordwesten, Jade (Landkreis Wesermarsch) in het noordoosten en de stad Oldenburg in het zuiden.

## Geschiedenis
De schriftelijke geschiedenis van Rastede begint in 1059, toen oorkondelijk vastgelegd werd dat Graaf Huno van Oldenburg er een kerk stichtte. In 1091 werd in de plaats een benedictijnenklooster opgericht. Vijf jaar later werd de kloosterkerk gebouwd.
Met de Reformatie van het land Oldenburg verloor het klooster zijn geestelijke basis. De Graven van Oldenburg kochten de verblijvende monniken uit, en namen het klooster in wereldlijk bezit. In de eerste helft van de 17e eeuw verbouwde graaf Anton Günther van Oldenburg het geseculariseerde complex tot zijn zomerresidentie met jachtslot en paardenstallen.
Na de dood van Anton Günther in 1667 kwam het graafschap Oldenburg aan Delmenhorst toe, op grond van dynastieke banden tussen het Huis Oldenburg en het Deens koningshuis. De zomerresidentie van graaf Anton Günther werd niet meer gebruikt, wat leidde tot stagnatie van de economie in Rastede.
Na een korte tijd in 1773 tot het Russische Tsarenrijk behoord te hebben lukte het inmiddels tot hertogdom verheven gebied Oldenburg weer zelfstandig te worden (dankzij het Verdrag van Tsarskoje Selo). In 1777 verwierf Hertog Peter Friedrich Ludwig van Oldenburg het slot weer, nadat het in de Deense tijd was verkocht aan een particulier.
Het jaar 1810 bracht annexatie van het Hertogdom Oldenburg bij het Franse keizerrijk van Napoleon Bonaparte en daarmee behoorde Rastede tot 1814 ook tot het Franse keizerrijk. De Mairies Rastede en Wiefelstede vormden het kanton Rastede, dat zich bevond in het arrondissement Oldenburg en het departement Bouches-du-Weser (Frans voor Mondingen van de Weser).
Tijdens de wederopbouw na de val van Napoleon vormde men een Amt Rastede (vergelijkbaar met wat in Duitsland nu een Landkreis is) uit de gemeenten Wiefelstede, Rastede, Jade en Schweiburg. In 1868 werd het Amt Rastede opgeheven waarbij Jade en Schweiburg werden ingedeeld bij het Amt Varel en de twee andere gemeenten werden ingedeeld bij het Amt Oldenburg-Land.
Met de Novemberrevolutie van 1918 werd ook in Oldenburg de monarchie afgeschaft en de republiek uitgeroepen. Groothertog Frederik August van Oldenburg trok zich terug op de zomerresidentie in Rastede en bleef hier tot zijn dood wonen. De gemeente Rastede maakte tot het einde van de Vrijstaat Oldenburg hiervan deel uit.
De bestuurshervorming van Oldenburg in 1933 door de NSDAP zorgde voor uitbreiding van het grondgebied van de gemeente Rastede met de buurtschappen Wahnbek en Ipwege. Tegelijkertijd werd het ingedeeld bij het Amt Westerstede, de voorloper van het district Ammerland.
Na de Tweede Wereldoorlog, in 1949, werd door de Britten de vrijstaat Oldenburg opgeheven en vervangen door de deelstaat Nedersaksen.

## Demografie
Hieronder staat de bevolkingsontwikkeling van Rastede vanaf 1910 tot 2016:
| - 1910 - 6463 - 1939 - 8793 - 1950 - 14.435 - 1961 - 14.235 - 1970 - 16.559 - 1998 - 19.929 - 1999 - 20.029 - 2000 - 20.008 - 2001 - 19.876 - 2002 - 20.035 - 2003 - 20.039 | - 2004 - 20.145 - 2005 - 20.161 - 2006 - 20.522 - 2007 - 20.613 - 2008 - 20.698 - 2009 - 20.667 - 2010 - 20.769 - 2011 - 20.953 - 2012 - 21.059 - 2016 - 22.027 |

## Infrastructuur
Rastede heeft een eigen station aan het baanvak Wilhelmshaven - Oldenburg - Osnabrück van de maatschappij NordWestBahn.
De gemeente heeft een afrit aan de snelweg BAB 29. In de toekomst loopt de nog westwaarts  door te trekken snelweg BAB 20 ten noorden van de gemeente.
Rastede heeft aansluiting op het busnet met 8 buslijnen:
- Lijn 340 (Varel - Jaderberg - Rastede - Oldenburg)
- Lijn 341 (Bekhausen - Hahn - Rastede)
- Lijn 342 (Barghorn - Loy - Wahnbek - Neusüdende - Leuchtenburg - Rastede)
- Lijn 343 (Nethen - Hahn - Rastede)
- Lijn 344 (Delfshausen - Hahn - Rastede)
- Lijn 348 (Oldenburg - Rastede - Zetel)
- Lijn 370 (Rastede - Leuchtenburg - Wiefelstede - Bad Zwischenahn)
- Lijn 371 (Rastede - Wiefelstede - Westerstede)

De plaats Wahnbek is daarnaast door lijn 310 van de stadsbusdienst van Oldenburg aangesloten op het busnet.
Alle lijnen die Rastede aandoen, worden geëxploiteerd door het bedrijf Weser-Ems Busverkehr, die vertegenwoordigd is in de concessieverlener VBN (Verkehrsverbund Bremen/Niedersachsen).